# Rasuwa District
Rasuwa District er et af Nepals 75 administrative og politiske regioner, betegnet distrikter (lokalt betegnet district, zilla, jilla el. जिल्ला). Rasuwa er et bjerg-distrikt, som ligger i Bagmati Zone i Central Development Region.
Rasuwa areal er 1.544 km² og der boede ved folketællingen 2001 i alt 44.731 og i 2007 49.965 i distriktet. Distriktets politiske organ District Development Committee er sammensat gennem indirekte valg, med repræsentation fra hver af de 9-17 administrative enheder ilakaer, hvert distrikt er opdelt i. 
Rasuwa District er endvidere opdelt i 18 udviklingskommuner (lokalt navn: Gaun Bikas Samiti (G.B.S.) el. Village Development Committee (VDC)), hvoraf byer med over 10.000 indbyggere kategoriseres som købstæder (municipalities). 
Rasuwa District er udviklingsmæssigt – gennem anvendelse af FN og UNDP's Human Development Index – kategoriseret som nr. 62 ud af Nepals 75 distrikter.

## Eksterne links
- Kort over Rasuwa District
- Rasuwa District sundhedsprofil – fra FN-Nepal (på engelsk) Arkiveret 27. september 2007 hos  Wayback Machine

28°07′N 85°17′Ø / 28.12°N 85.28°Ø